# Городиська (Кам'янець-Подільський район)
Городи́ська — село в Україні, у Дунаєвецькій міській територіальній громаді Кам'янець-Подільського району Хмельницької області.

## Географія
Селом протікає річка Безіменна, права притоку Ушиці.

## Історія
В часи Скіфської доби та Київської Русі на території села було розташоване укріплене городище. На схилах пагорба, де розташоване село, досі можна визначити залишки стародавніх мурів. Каміння від стародавніх мурів досі використовується на подвірʼях в якості будівельного матеріалу на сучасних подвірʼях.
З 1991 року в складі незалежної України.
13 серпня 2015 року шляхом об'єднання сільських рад, село увійшло до складу Дунаєвецької міської громади.
17 липня 2020 року, в результаті адміністративно-територіальної реформи та ліквідації Дунаєвецького району, село увійшло до складу Кам'янець-Подільського району.

## Населення
Населення становить 186 осіб.

### Мова
У селі поширені західноподільська говірка та південноподільська говірка, що відносяться до подільського говору, який належить до південно-західного наріччя.

## Галерея

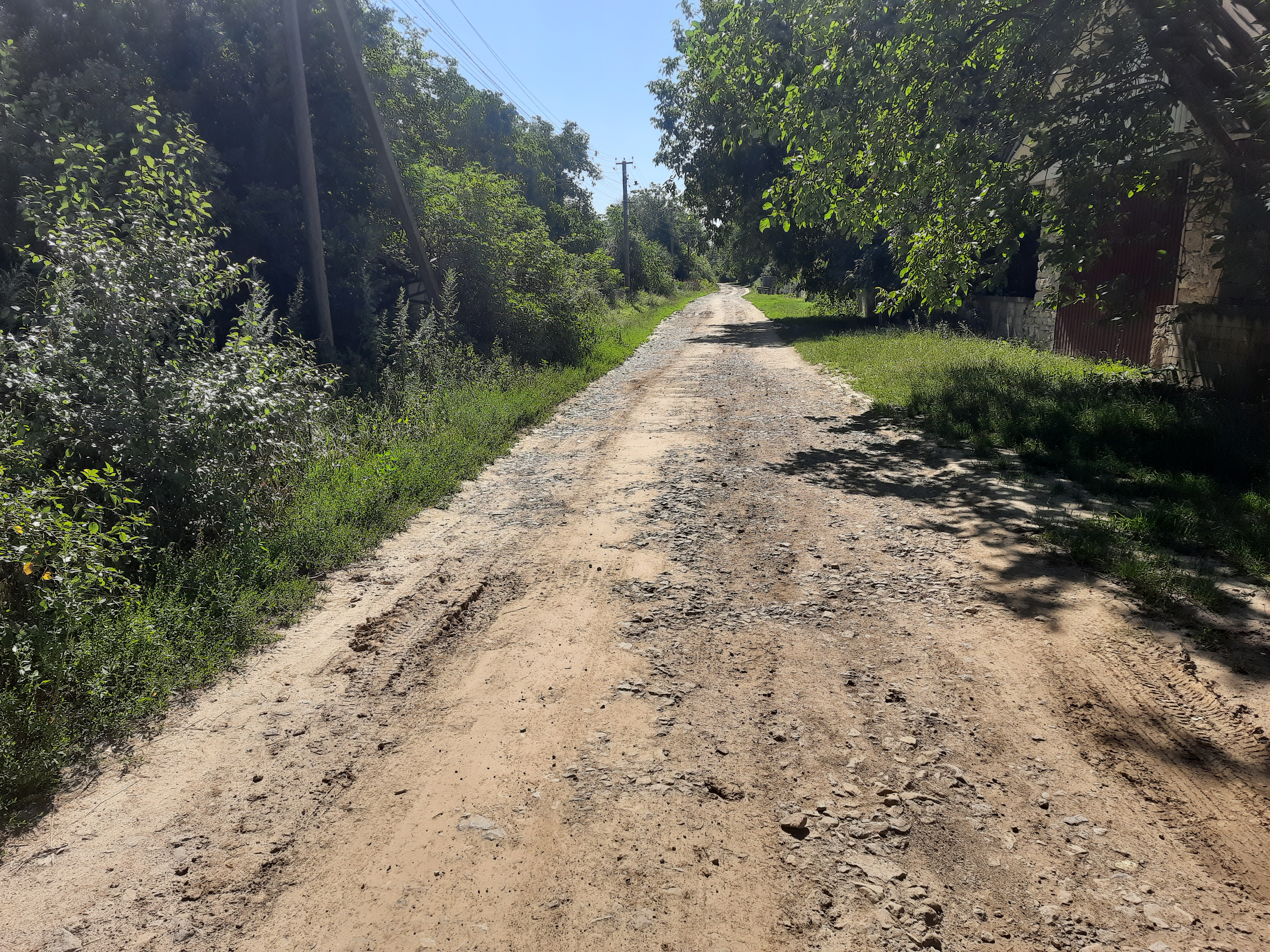
Сільська вулиця
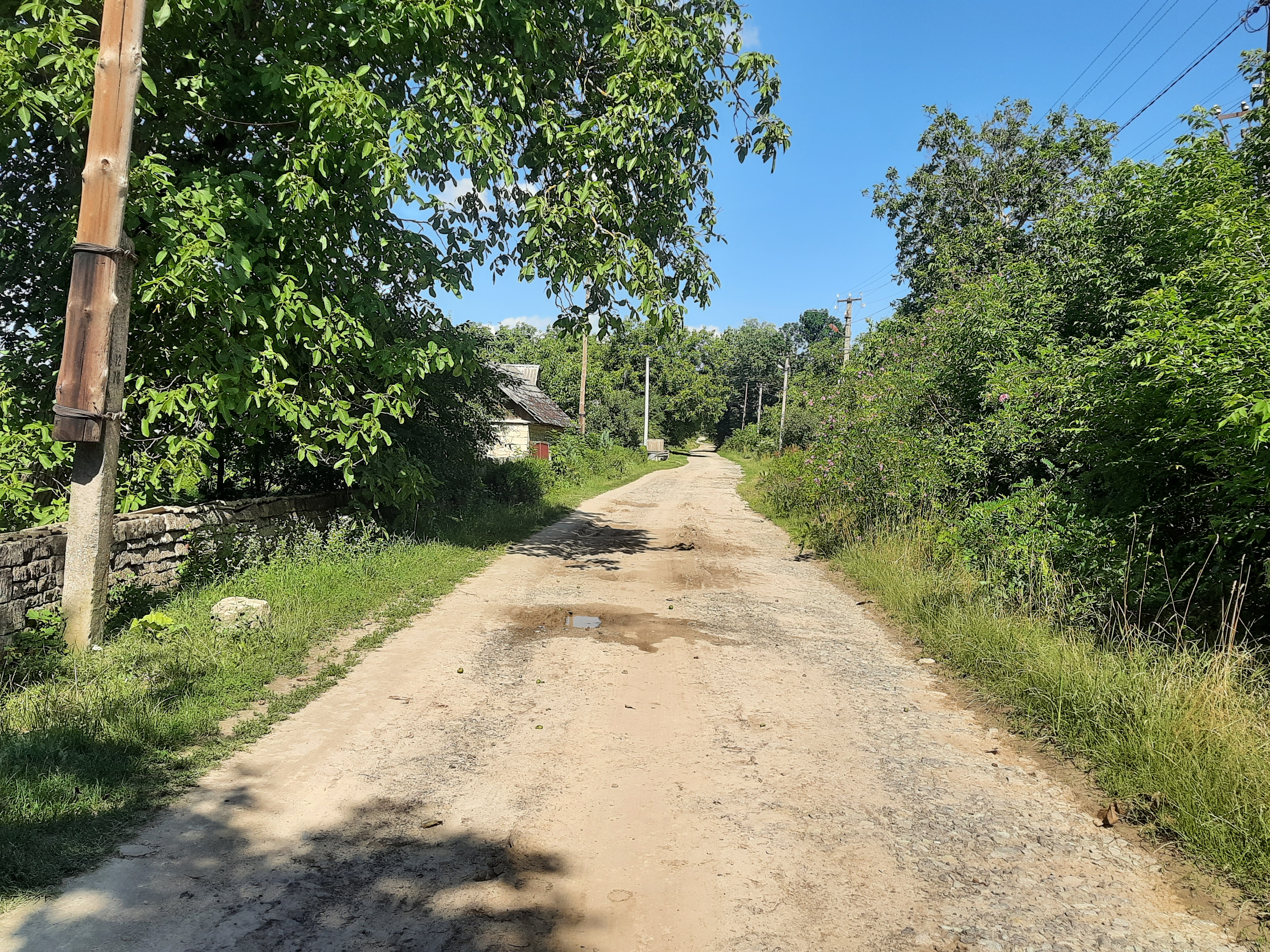
Сільська вулиця
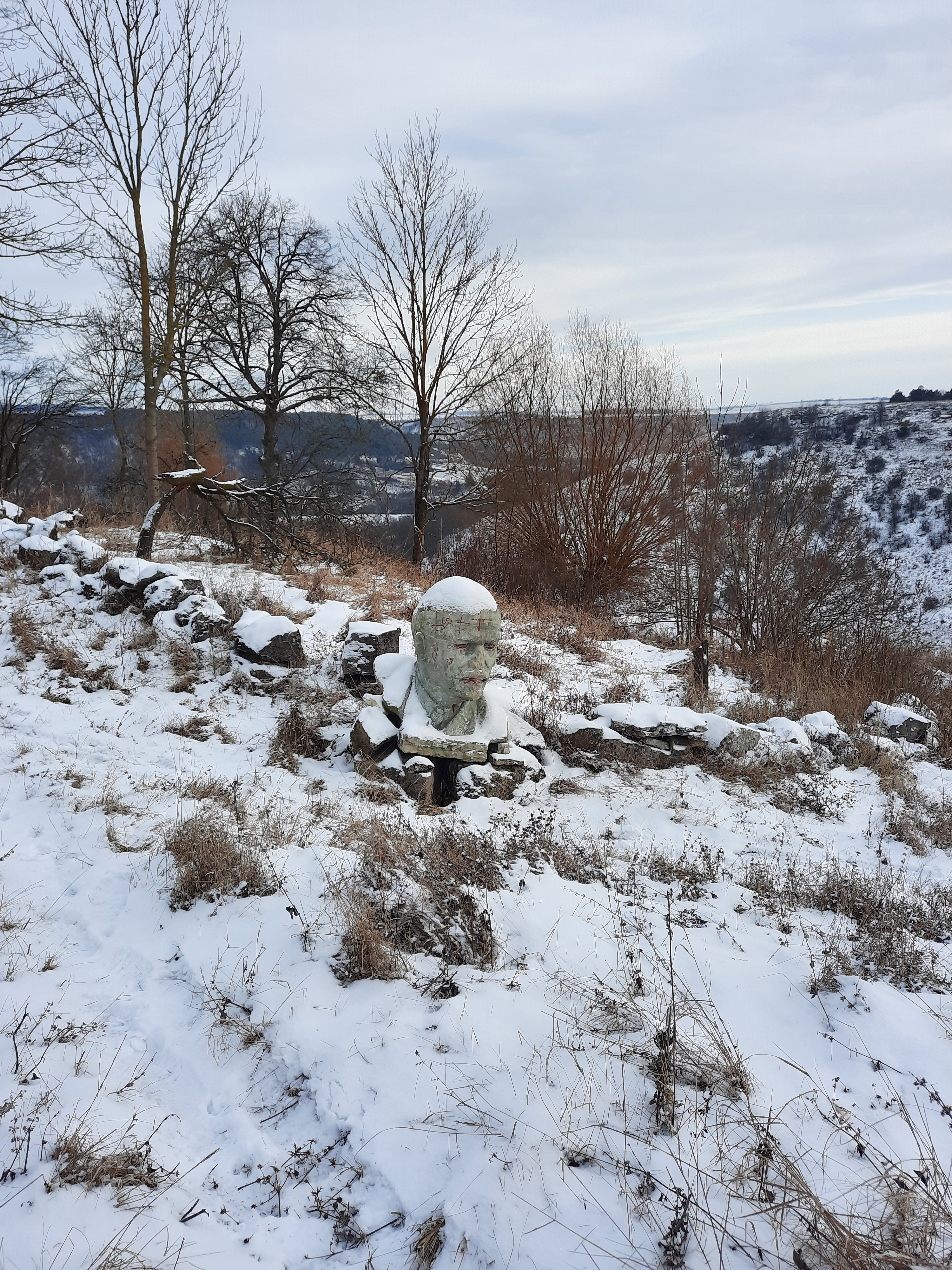
На Городиському подвір'ї